# Stadion w Syrcie
Stadion w Syrcie – wielofunkcyjny stadion sportowy w Syrcie, w Libii. Wykorzystywany jest głównie do gry w piłkę nożną. Swoje mecze rozgrywa na nim drużyna Khaleej Syrta. Pojemność stadionu wynosi 2 000 widzów.